# Disciotis venosa
Disciotis venosa (Pers.) Arnould, Bulletin de la Société Mycologique de France 9: 111 (1893).

## Descrizione della specie
Corpo fruttifero
A forma di coppa concava, poi espansa, margini irregolari, più o meno rugoso e bruno scuro internamente, biancastro, leggermente furfuraceo, grinzoso e crostato esternamente. 

Gambo
Molto corto, col quale è ancorato al terreno.
Carne
Fragile, biancastra, insignificante.
- Odore: spermatico, odore di cloro (ricorda l'odore delle piscine).
- Sapore: spermatico.

Microscopia
Sporeellittiche, pluriguttate, bianche in massa, 19-25 x 12-15 µm.
Aschi230-350 x 16-24 µm, non si colorano di blu con il reagente di Melzer.

## Habitat
Cresce in primavera, sul terreno o tappeti erbosi dei boschi.

## Commestibilità
Commestibile, solo dopo bollitura.

## Etimologia
Il nome deriva dal latino venosus =  venato, per la presenza di venature.

## Sinonimi e binomi obsoleti
- Discina venosa (Pers.) Fr., Systema mycologicum (Lundae) 2(1): 46 (1822)
- Peziza venosa Pers., Synopsis Methodica Fungorum (Göttingen): 638 (1801)